# Австралийская защита
Австрали́йская защи́та (англ. Australian Defence) — шахматный дебют, начинающийся ходами: 
1. d2-d4 2. Кb8-a6.

## Описание
Относится к полузакрытым началам, является ответом чёрных на дебют ферзевой пешки. Название дебют получил благодаря чемпиону Австралии в 1992 и чемпиону Океании в 2000, Александру Волю, международному мастеру. В турнирах неоднократно и результативно применял эту защиту, хотя вообще этот дебют на соревнованиях мирового уровня встречается крайне редко. Приводится в шахматном курсе международного мастера (с 2022 гроссмейстера) Ренато Квинтилиано в 2018. Эту защиту часто применяет венгерская шахматистка (гроссмейстер среди женщин) Тиция Гара. Задумки чёрных в этой защите сходны с планами белых в атаке Дёркина, достоинством дебюта является то, что не затрагивается пешечная структура.